# Паломництво хасидів до Умані
Пало́мництво хаси́дів до У́мані — паломництво євреїв, переважно послідовників брацлавського хасидизму, на могилу цадика Нахмана, яка розташована в Умані. Переважна кількість прочан прибуває на свята юдейського нового року у вересні або жовтні; проте, у менших кількостях, віряни відвідують Умань цілорічно.

## Умови паломництва
З 2010 року між Україною та Ізраїлем була підписана угода про взаємний безвізовий в'їзд до країни. Через це тоді очікувалось масове паломництво хасидів до України. Але, через низку причин, багато хасидів не пройшли паспортний контроль в аеропорту Борисполя і не потрапили до Умані. Тому загальна кількість хасидів, які прибули до Умані в 2010 році,  становила всього 23-25 тисяч осіб, що не є найбільшою цифрою за всю історію їхнього паломництва. На кількість паломників не вплинуло навіть те, що того року був ювілей цадика Нахмана — 200 років від дня смерті.
Як зазначають українські ЗМІ з посиланням на офіційну владу, кількість паломників щороку збільшується, насамперед, у дні святкування єврейського Нового року. Якщо у 2007 році їх чисельність становила 14 тис. 787 (хасиди приїжджали до Умані з 20 країн світу), в 2008 році — 15 тис. 309, у 2009 — 18 тис. 806 (з 23 країн), то в 2010 році Умань відвідали 23 тис. 637 хасидів з 23 країн світу. Аналітики вважають, що кількість паломників істотно збільшилась завдяки скасуванню візового режиму.
Як повідомляє прес-служба управління Нацполіції в Черкаській області, на святкування Рош га-Шана 2017 року в Умань прибуло близько 21,6 тис. осіб з 12 країн світу. Правопорядок в місті під час свята забезпечували 500 поліцейських.

### Динаміка
- 1989 — 800 осіб
- 1990 — 2,000 осіб
- 2000 — 10,000 осіб
- 2005 — 20,000 осіб
- 2008 — 25,000 осіб
- 2023 — 37,000 осіб

## Хід паломництва

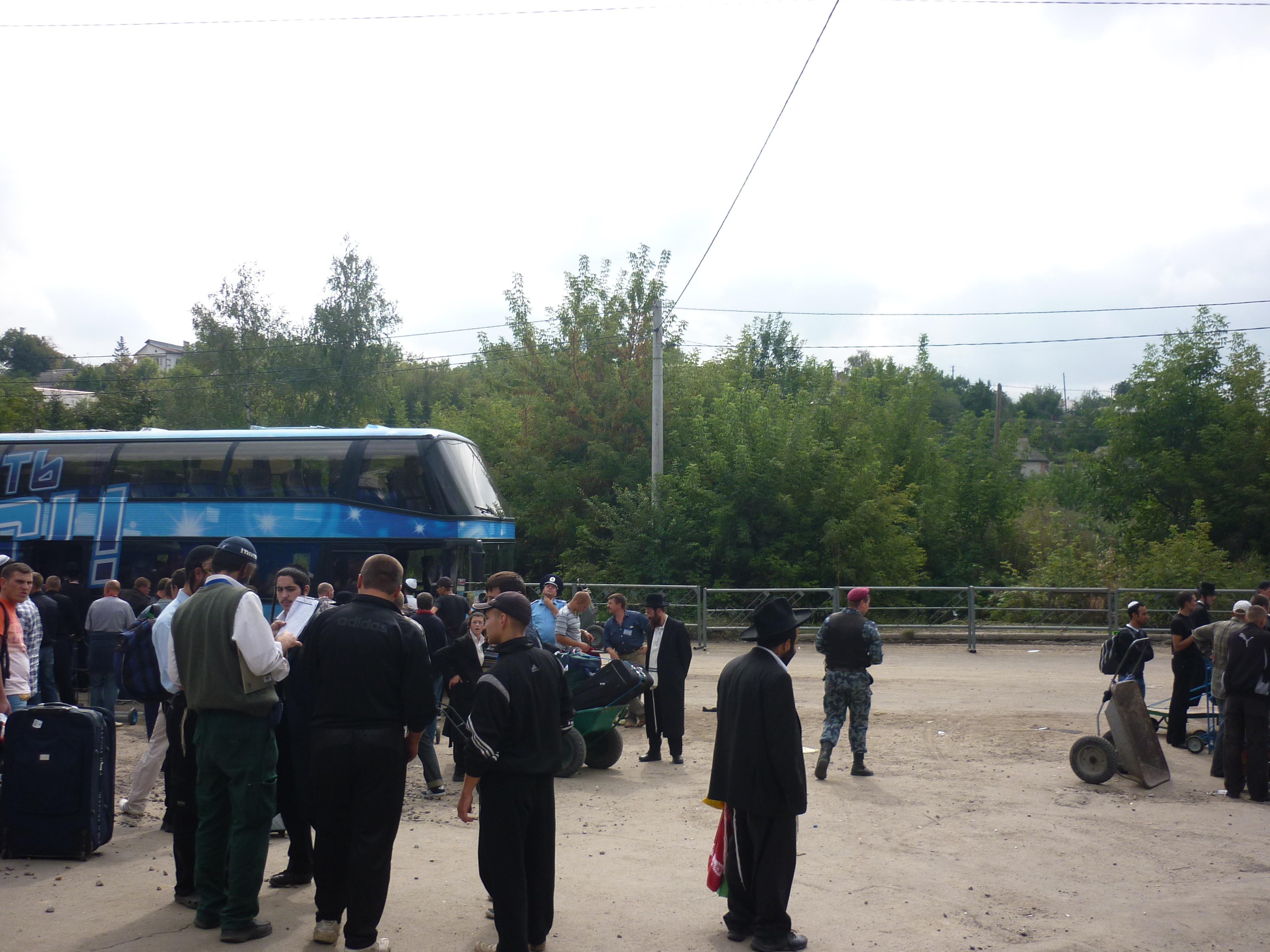
Приїзд хасидів до КПП

Перші паломники починають приїжджати до Умані ще за тиждень до Рош га-Шана. Переважно це заможні юдеї і вони можуть собі дозволити перебувати в Умані більше одного тижня.
Масове паломництво розпочинається приблизно за 4 дні до свята Нового року. Хасиди прибувають автобусами з аеропортів Одеси та Києва.

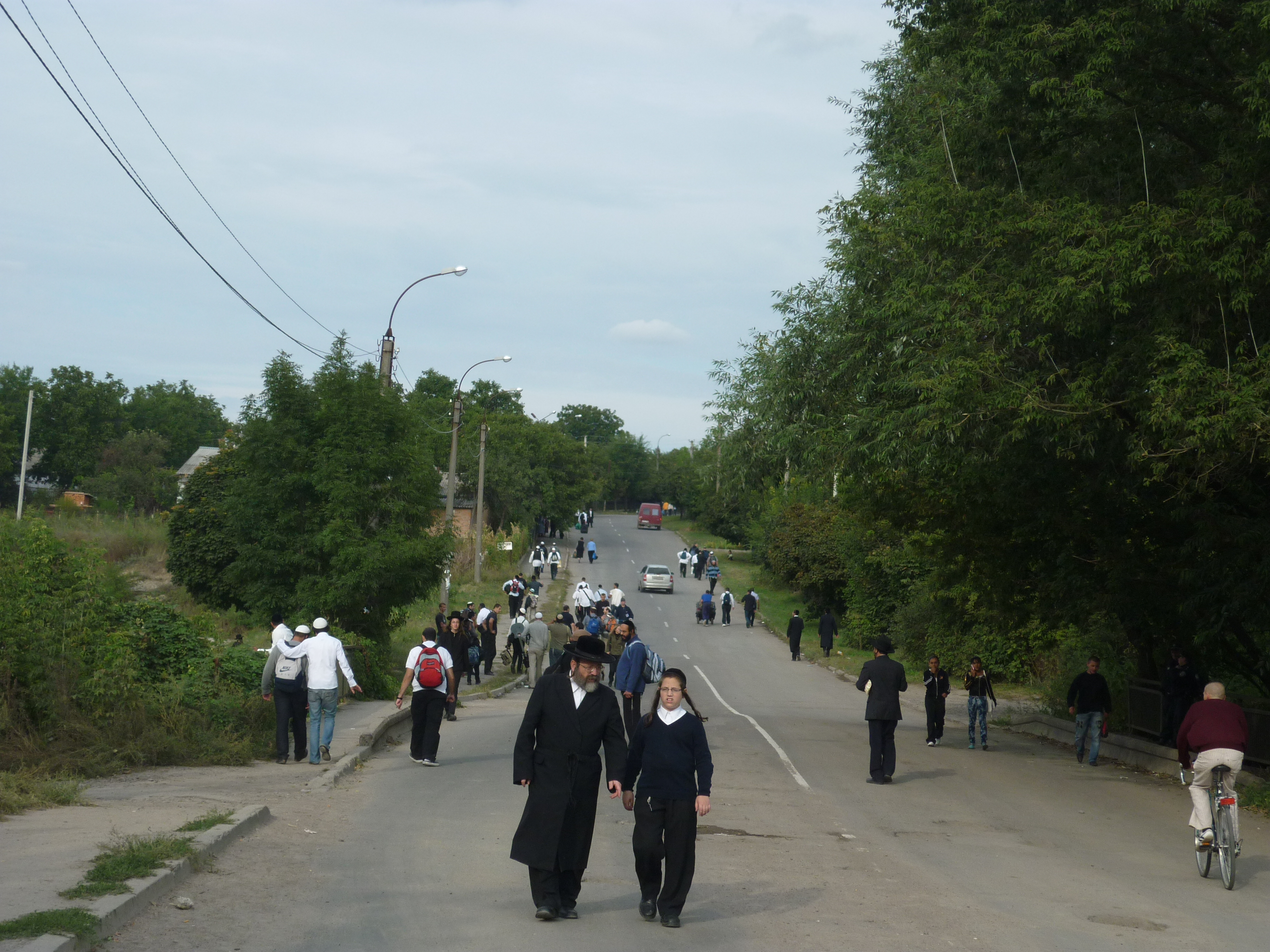
Хасиди йдуть на Нову Умань

Ціни на житло залежать від місця розташування будинку, поверху та умов проживання. Найдорожчим житлом є квартири у багатоповерхових будинків, розташовані в районі могили цадика Нахмана чи синагоги (2010 року ціни коливались в межах 200—450 доларів з людини на тиждень). Трохи дешевше коштує оренда приватних будинків навколо центру збору (в 2010 році — 200—250 доларів).

## Проблеми паломництва

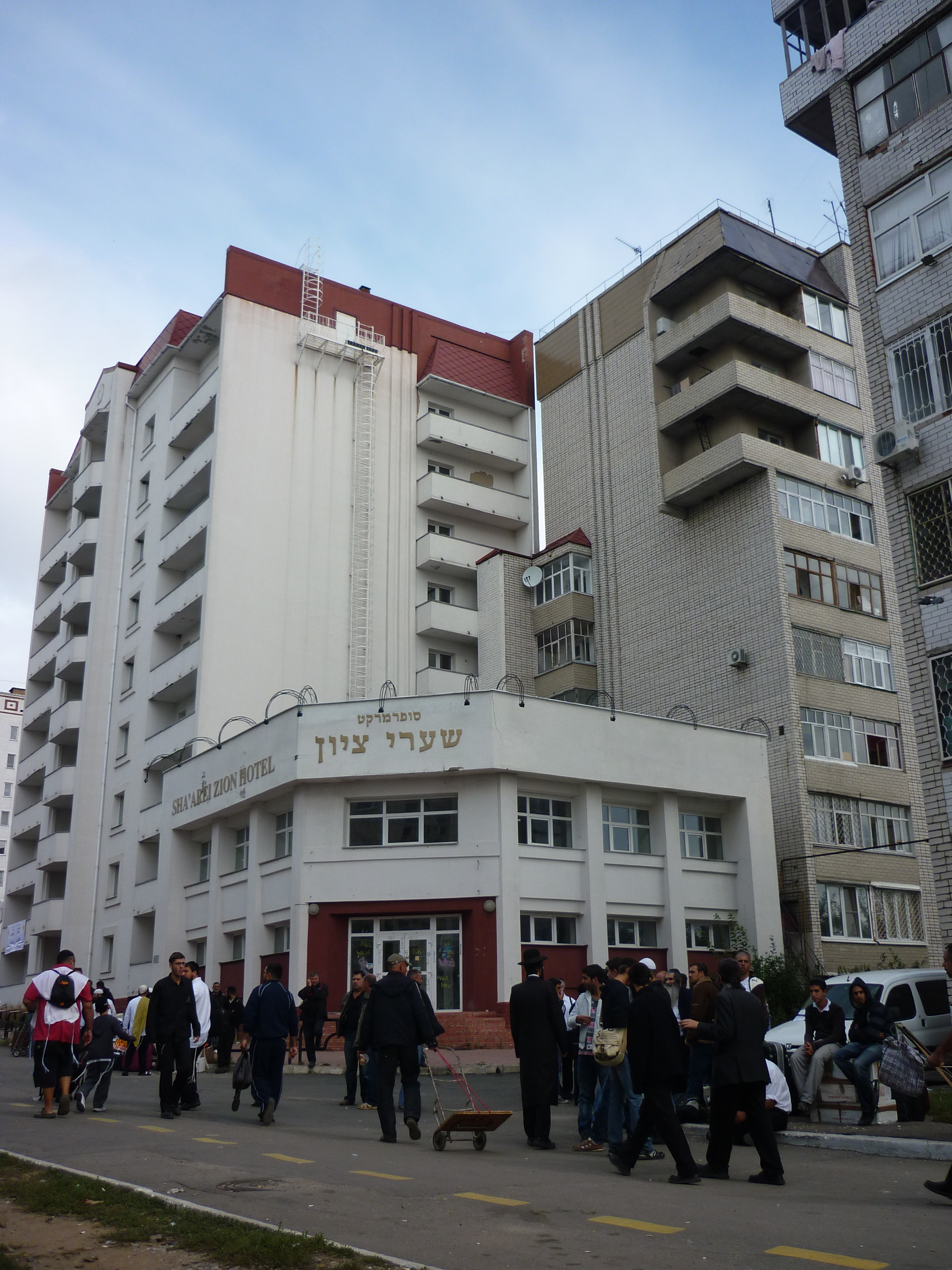
Готель «Шаарей Ціон»

Іншою проблемою для паломників є також проживання в Умані. Коштами єврейських організацій в місті був збудований готель Шаарей Ціон, але він не може вмістити усіх охочих. Пізніше був збудований новий великий будинок, який все ж таки переобладнали під квартири місцевих жителів. На сьогодні існує проект будівництва в Умані великого паломницького центру, який буде включати в себе готель, синагогу та різні допоміжні структури.

### Конфлікти
Під час проведення заходів час від часу виникають конфлікти. Зокрема 11 червня 2016 р. хасиди-паломники з вогнепальної зброї обстріляли мирне місцеве населення, при цьому заявляючи, що українська земля Уманщини належить хасидам, агресивно відносилися до української поліції та журналістів: близько сотні хасидів перевертали автомобілі поліції, били металевими трубами та жбурляли в авто каміння, пошкодили телекамеру та застосували електрошокер до працівників телеканалу «ICTV».

### Культурні проблеми
Як зазначають в деяких етнографічних дослідженнях паломництва хасидів в Умань, головною проблемою для них там є несприйняття їхніх ідентичностей часткою агресивно налаштованих місцевих мешканців. При ситуації послаблення соціальних норм (у випадку темряви чи сп'яніння) паломники ризикують стати жертвами ксенофобських випадів. З іншого боку, деякі паломники також виявляють провокативну поведінку (стрільба із травматичної зброї, образливі жести в адресу місцевих жителів тощо).
Проблемами, які виникають у місцевих мешканців через прощу хасидів, є, насамперед, засміченість міста. Під час святкування Нового року міські служби не встигають прибирати вулиці міста, вивозячи при цьому сміття із смітників двічі на день. Окрім цього хасидська організація, яка займається організацією паломництва до Умані, наймає місцевих мешканців для того, щоб вони прибирали вулиці міста.

### Економічні проблеми
Однією з найбільших економічних проблем є тінізація прибутків від паломників, через що вони розділяються між приватними особами, майже не надходячи в міський бюджет.). Все це призводить до того, що комунальні служби просто нездатні справлятися з навантаженням. Мешканці Умані, що не залучені до перерозподілу прибутків від паломників, схильні звинувачувати в цьому хасидів, які як «стихія» на їхню думку нахлинають на Умань. Ті ж, що отримують свій прибуток від паломництва, схильні істотно терпиміше відноситись до хасидів і навіть всіляко захищати їх від можливого обмеження чи заборони в'їзду. Таким чином, суто економічна площина правильного перерозподілу благ переводиться в культурну площину боротьби з чужими ідентичностями, які стають цапами-відбувайлами.

## Російсько-українська війна
У 2022 та 2023 роках, попри повномасштабне вторгнення росіян до України, хасиди прибули до Умані на святкування. Напередодні святкування у 2024 році, що має проходити 2-3 жовтня, незалежні місцеві телеграм-канали вказали на очікувану кількість паломників в 50000 осіб.